# Кубок Греции по футболу
Кубок Греции по футболу (греч. Κύπελλο Ελλάδος Ποδοσφαίρου) — это футбольное соревнование в Греции, организуемое Федерацией Футбола Греции.
Кубок является вторым по значимости национальным мужским футбольным турниром после Суперлиги. Организацией турнира занимается Федерация Футбола Греции (EPO). С момента своего создания в 1931 году было проведено 80 турниров, причем победитель кубка был определен только в 79.
«Олимпиакос» является самым успешным клубом, достигнувшим финала 43 раза и завоевавшим 29 кубков.
С сезона 2018/19 (за исключением сезона 2020/21) в Кубке Греции любительские клубы получили возможность участвовать в турнире.

## История

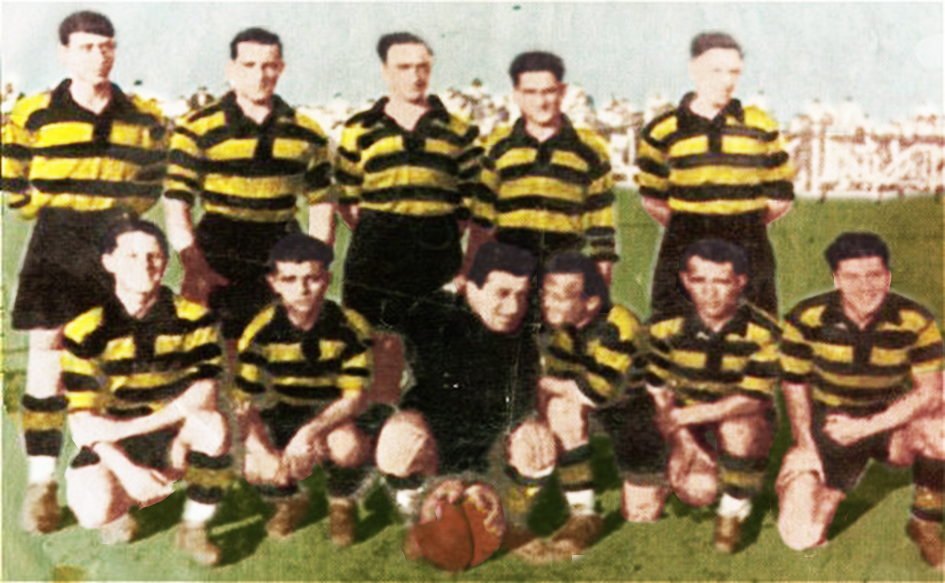
Игроки АЕК (Афины), выигравший первый Кубок Греции в 1932 году.

Участие «Олимпиакоса» и «Панатинаикоса» в финале 1962 года засчитывается обоим клубам, так как матч был остановлен из-за отключения света в дополнительное время при счете 0:0. В связи с инцидентами между игроками двух команд, инцидентами на трибунах, чрезмерными задержками и подозрениями в том, что все это было умышлено, чтобы матч повторился и клубы получили больше прибыли, федерация футбола Греции запретила переиграть матч в качестве наказания для обоих команд.
До 1964 года, если финальный счет был ничейным (включая дополнительное время), две команды играли повторный матч, а пенальти не бились. В том же году, в полуфинале между Панатинаикосом и Олимпиакосом (при счете 1:1) болельщики обеих команд ворвались на поле, повредили футбольное поле и фактически остановили игру, полагая, что она была договорной, чтобы сыграть ещё один матч с финансовой точки зрения. Обе команды были исключены из соревнования и, следовательно, в 1964 году титул завоевала АЕК, но финальный матч не состоялся. АЕК также победил в аналогичном стиле в 1966 году, когда Олимпиакос не явился на финал.
В 1965 году было принято новое правило, согласно которому, если игра оставалась ничейной даже после дополнительного времени, победитель определялся броском монетки. Таким образом, в 1969 году Панатинаикос выиграл в финале у Олимпиакоса именно таким образом.
В 1991 и 1992 годах финалы были двухматчевыми.
Драматичный финал состоялся 2 мая 2009 года, когда «Олимпиакос» обыграл АЕК: счёт после основного времени был 3:3, в дополнительное время команды ещё раз обменялись голами (итого 4:4), а в серии послематчевых пенальти со счётом 15:14 взял верх «Олимпиакос».

## Обладатели кубков
Только 11 клубов выигрывали Кубок Греции.
- 1931/32: АЕК (Афины) (1)
- 1932/33: Этникос Пирей (1)
- 1938/39: АЕК (Афины) (2)
- 1939/40: Панатинаикос (1)
- 1946/47: Олимпиакос (1)
- 1947/48: Панатинаикос (2)
- 1948/49: АЕК (Афины) (3)
- 1949/50: АЕК (Афины) (4)
- 1950/51: Олимпиакос (2)
- 1951/52: Олимпиакос (3)
- 1952/53: Олимпиакос (4)
- 1953/54: Олимпиакос (5)
- 1954/55: Панатинаикос (3)
- 1955/56: АЕК (Афины) (5)
- 1956/57: Олимпиакос (6)
- 1957/58: Олимпиакос (7)
- 1958/59: Олимпиакос (8)
- 1959/60: Олимпиакос (9)
- 1960/61: Олимпиакос (10)
- 1961/62: -
- 1962/63: Олимпиакос (11)
- 1963/64: АЕК (Афины) (6)
- 1964/65: Олимпиакос (12)
- 1965/66: АЕК (Афины) (7)
- 1966/67: Панатинаикос (4)
- 1967/68: Олимпиакос (13)
- 1968/69: Панатинаикос (5)
- 1969/70: Арис (1)
- 1970/71: Олимпиакос (14)
- 1971/72: ПАОК (1)
- 1972/73: Олимпиакос (15)
- 1973/74: ПАОК (2)
- 1974/75: Олимпиакос (16)
- 1975/76: Иркалис (1)
- 1976/77: Панатинаикос (6)
- 1977/78: АЕК (Афины) (8)
- 1978/79: Паниониос (1)
- 1979/80: Касторья (1)
- 1980/81: Олимпиакос (17)
- 1981/82: Панатинаикос (7)
- 1982/83: АЕК (Афины) (9)
- 1983/84: Панатинаикос (8)
- 1984/85: Лариса (1)
- 1985/86: Панатинаикос (9)
- 1986/87: ОФИ (1)
- 1987/88: Панатинаикос (10)
- 1988/89: Панатинаикос (11)
- 1989/90: Олимпиакос (18)
- 1990/91: Панатинаикос (12)
- 1991/92: Олимпиакос (19)
- 1992/93: Панатинаикос (13)
- 1993/94: Панатинаикос (14)
- 1994/95: Панатинаикос (15)
- 1995/96: АЕК (Афины) (10)
- 1996/97: АЕК (Афины) (11)
- 1997/98: Паниониос (2)
- 1998/99: Олимпиакос (20)
- 1999/00: АЕК (Афины) (12)
- 2000/01: ПАОК (3)
- 2001/02: АЕК (Афины) (13)
- 2002/03: ПАОК (4)
- 2003/04: Панатинаикос (16)
- 2004/05: Олимпиакос (21)
- 2005/06: Олимпиакос (22)
- 2006/07: Лариса (2)
- 2007/08: Олимпиакос (23)
- 2008/09: Олимпиакос (24)
- 2009/10: Панатинаикос (17)
- 2010/11: АЕК (Афины) (14)
- 2011/12: Олимпиакос (25)
- 2012/13: Олимпиакос (26)
- 2013/14: Панатинаикос (18)
- 2014/15: Олимпиакос (27)
- 2015/16: АЕК (Афины) (15)
- 2016/17: ПАОК (5)
- 2017/18: ПАОК (6)
- 2018/19: ПАОК (7)
- 2019/20: Олимпиакос (28)
- 2020/21: ПАОК (8)
- 2021/22: Панатинаикос (19)
- 2022/23: АЕК (Афины) (16)
- 2023/24: Панатинаикос (20)
- 2024/25: Олимпиакос (29)

Примечание:
C 1933 по 1938 год и в с 1940 по 1946 год соревнования не проводились (в 1940/41 годах разыгрывался только первый тур).

В 1961/62 годах финальный матч между «Олимпиакосом» и «Панатинаикосом» был отменен.

В сезонах 1963/64 и 1965/66 финал был отменен.

## Победители и финалисты Кубка Греции
Только 19 клубов играли в финале Кубка Греции.
| Клуб            | Участий в финале | Победитель | Финалист | Годы побед |
| --------------- | ---------------- | ---------- | -------- | --- |
| Олимпиакос      | 43               | 29         | 14       | 1947, 1951, 1952, 1953, 1954, 1957, 1958, 1959, 1960, 1961, 1963, 1965, 1968, 1971, 1973, 1975, 1981, 1990, 1992, 1999, 2005, 2006, 2008, 2009, 2012, 2013, 2015, 2020, 2025 |
| Панатинаикос    | 29               | 19         | 10       | 1940, 1948, 1955, 1967, 1969, 1977, 1982, 1984, 1986, 1988, 1989, 1991, 1993, 1994, 1995, 2004, 2010, 2014, 2022                                                             |
| АЕК Афины       | 26 †             | 16         | 11       | 1932, 1939, 1949, 1950, 1956, 1964, 1966, 1978, 1983, 1996, 1997, 2000, 2002, 2011, 2016, 2023                                                                               |
| ПАОК            | 22               | 8          | 14       | 1972, 1974, 2001, 2003, 2017, 2018, 2019, 2021 |
| Паниониос       | 6                | 2          | 4        | 1979, 1998 |
| Лариса          | 4                | 2          | 2        | 1985, 2007 |
| Арис            | 9                | 1          | 8        | 1970 |
| Ираклис         | 5                | 1          | 4        | 1976 |
| ОФИ             | 3                | 1          | 2        | 1987 |
| Этникос Пирей   | 1                | 1          | 0        | 1933 |
| Кастория        | 1                | 1          | 0        | 1980 |
| Докса Драма     | 3                | 0          | 3        | — |
| Атромитос       | 2                | 0          | 2        | — |
| Астерас Триполи | 1                | 0          | 1        | — |
| Афинаикос       | 1                | 0          | 1        | — |
| Аполлон Афины   | 1                | 0          | 1        | — |
| Ионикос         | 1                | 0          | 1        | — |
| Пиэрикос        | 1                | 0          | 1        | — |
| Ксанти          | 1                | 0          | 1        | — |

† В сезоне 1963/64 финальный матч не проводился. АЕК стал обладателем Кубка решением Греческой федерации, выйдя в финал и не имея там соперников: второй полуфинал был остановлен из-за беспорядков, устроенных болельщиками.